# Gert Hornwall
Gert Helmer Daniel Hornwall, född 10 september 1911 i Karlskrona stadsförsamling i Blekinge län, död 28 februari 2002 i Uppsala domkyrkoförsamling, var en svensk biblioteksman.
Hornwall tog studenten i Stockholm 1930, blev fil. mag. vid Uppsala universitet 1940, fil. lic. 1945, fil. dr i statskunskap 1951 på en avhandling med titeln Regeringskris och riksdagspolitik 1840–1841.
Åren 1951–1952 var han docent vid Göteborgs universitet och därefter vid Uppsala universitet fram till 1966. Han blev år 1946 amanuens vid Uppsala universitetsbibliotek, 1948 e.o. bibliotekarie och 1952 bibliotekarie. Mellan 1956 och 1966 var han stadsbibliotekarie i Stockholm, varefter han återvände till Uppsala, där han var överbibliotekarie vid Uppsala universitetsbibliotek åren 1966–1977. 
Hornwall var bl.a. ledamot av Unescorådet 1957–1974, styrelseledamot av Sveriges allmänna biblioteksförening 1957–1967 och ordförande i Svenska Bibliotekariesamfundet 1972–1976. Han var redaktör för Nordisk tidskrift för bok- och biblioteksväsen 1975–1990 och har publicerat en rad bibliotekshistoriska studier.
Han invaldes som ledamot av Kungl. Humanistiska Vetenskapssamfundet i Uppsala 1962, Kungl. Samfundet för utgivande av handskrifter rörande Skandinaviens historia 1970, Kungl. Vetenskapssocieteten i Uppsala 1971, Kungl. Vetenskapssamhället i Uppsala 1972 och blev hedersledamot av Stockholms studentnationen i Uppsala 1952. 
Hornwall var son till folkskolläraren Eggert Hornwall och Gunhild Rydell. Han gifte sig 1938 med fil. lic. Margareta Nilsson (1911–2003), dotter till överlantmätaren Olof Nilsson och Dagmar Rodhe. De fick döttrarna Gunnel (född 1946) och Inger (född 1949). Gert Hornwall är begravd på Uppsala gamla kyrkogård.